# قصر الوضاح
قصر الوضاح هو قصر بني للخليفة العباسي مُحمَّد المهدي قرب رصافة بغداد وقد تولى النفقة رجل من أهل الأنبار يقال له وضاح فنسب إليه، وقيل الوضاح من موالي الخليفة أبي جعفر المنصور. وذكر الخطيب البغدادي أنه عند بناء بغداد أمر الخليفة المنصور بإخراج الأسواق من المدينة إلى الكرخ، وأن يبنى ما بين نهر الصراة إلى نهر عيسى، وأن يبنى لأهل الأسواق مسجدٌ يجتمعون فيه يوم الجمعة لكي لا يدخلون المدينة ويفرد لهم ذلك، وقلد لهم ذلك رجلاً يقال له الوضاح بن شبا فبنى القصر الذي يقال له قصر الوضاح. ويقع في المنطقة التي سميت بالشرقية لأنها تقع شرق الصراة فهذا يدل على أن القصر بالكرخ، وذكره علي بن الجهم فقال:
وقد أشارت المصادر التاريخية إلى قصر الوضاح في الكرخ في الفتنة بين الأمين وأخيه المأمون والتي حدثت قرب سوق الكرخ في الجانب الغربي حيث أن قائد جيش المأمون طاهر بن الحسين حاصر قصر الوضاح وطارد الأمين حتى أسره وأمر حرسه من الأعاجم بقتله، فذبحوه من الخلف وذلك سنة 198ه‍.
وذكر المؤرخ اليعقوبي :«والكرخ السوق العظمى مادة من قصر وضاح إلى سوق الثلاثاء طولاً بمقدار فرسخين، ومن قطيعة الربيع إلى دجلة عرضاً مقدار فرسخ.».